# Lepidopora
Lepidopora is een geslacht van neteldieren uit de familie van de Stylasteridae.

## Soorten
- Lepidopora acrolophos Cairns, 1983
- Lepidopora biserialis Cairns, 1986
- Lepidopora carinata (Pourtalès, 1867)
- Lepidopora clavigera Cairns, 1986
- Lepidopora concatenata Cairns, 1991
- Lepidopora cryptocymas Cairns, 1985
- Lepidopora decipiens (Boschma, 1964)
- Lepidopora dendrostylus Cairns, 1991
- Lepidopora diffusa Boschma, 1963
- Lepidopora eburnea (Calvet, 1903)
- Lepidopora gelanes Cairns, 2015
- Lepidopora glabra (Pourtalès, 1867)
- Lepidopora granulosa (Cairns, 1983)
- Lepidopora leptoclados Cairns, 2015
- Lepidopora polygonalis Cairns, 2015
- Lepidopora polystichopora Cairns, 1985
- Lepidopora pusilla Cairns, 2015
- Lepidopora sarmentosa Boschma, 1968
- Lepidopora spinosa Cairns, 2015
- Lepidopora symmetrica Cairns, 1991
- Lepidopora unicaulis Cairns, 2015